# 정신부주
정신부주 왕씨(貞信府主 王氏, ? ~ 1319년 5월 4일(음력 4월 14일)) 또는 정화궁주(貞和宮主), 정화원비(貞和院妃)는 고려의 제25대 왕 충렬왕의 왕비이다.

## 생애

### 가계
신종의 손자인 시안공 왕인의 딸로, 본관은 개성이다. 남편 충렬왕은 정신부주에게 친계로 9촌 조카뻘이 된다.

### 왕비 책봉
충렬왕이 태자로 있던 1260년(원종 원년) 음력 11월 28일 태자비가 되었고, 1274년(충렬왕 즉위년) 음력 6월 충렬왕 즉위 후 정화궁주(貞和宮主)에 봉해졌다. 정화궁주는 충렬왕과 가장 먼저 혼인한 왕비였으나, 1274년(원종 15년) 음력 5월 원나라 세조의 딸인 제국대장공주와 결혼하면서 제2비로 밀려났고, 약 40여 년간을 별궁에서 거처해야 했다.

### 왕비 시절
1275년(충렬왕 원년) 음력 12월, 제국대장공주가 아들(충선왕)을 낳은 것을 축하하는 연회가 벌어졌다. 이 연회에서 충렬왕은 명령을 내려 제국대장공주와 정화궁주의 자리가 같은 위치에 놓이게 했는데, 제국대장공주는 이를 자신과 정화궁주를 동격으로 취급하는 것으로 생각하고 크게 분노하여 기어이 정화궁주의 자리를 옮기게 만들었다. 잠시 후 정화궁주가 무릎을 꿇고 제국대장공주에게 술잔을 올리자 충렬왕이 돌아보면서 눈짓을 하였는데, 제국대장공주는 이를 두고 "어째서 나를 흘겨보십니까? 정화궁주가 나에게 꿇어 앉아 그러는 것입니까?"라며 쏘아붙였다. 결국 연회는 곧바로 끝나고 말았다.
1276년(충렬왕 2년) 음력 12월에는 어떤 이가 당시 고려에 다루가치으로 와 있던 석말천구의 관사에 익명서를 투입하는 일이 있었다. 익명서를 투입한 자는 익명서를 투입한 후 곧 "옷이 있거든 입고 밥이 있거든 먹어 다른 이의 소득이 되게 하지 말라."고 외쳤다. 다음날 석말천구가 이 사실을 충렬왕과 제국대장공주에게 고하였는데, 그 익명서에는 "정화궁주가 왕의 총애를 잃자 여자 무당을 시켜 공주(제국대장공주)를 저주하게 하고 있다. 또 제안공을 비롯한 43명이 불궤한 짓을 도모하여 다시 강화도로 들어가려고 한다." 라고 적혀 있었다. 이에 분개한 제국대장공주는 정화궁주를 나장에 가두고 그녀의 부고를 봉쇄하였는데, 정화궁주는 유경의 도움으로 겨우 석방될 수 있었다.
1284년(충렬왕 10년) 음력 7월에는 정화궁주가 일반 백성을 잘못 알고 종으로 삼아 이 백성이 소송을 제기하는 사건이 일어났는데, 이를 압량사건(壓良事件)이라고 한다. 당시 충렬왕의 명으로 정화궁주에게 유리하게 판결이 났다. 그런데 이 사건을 판결한 전법판서 김서가 판결 다음날 등창으로 갑자기 사망하고, 사건의 부당함을 간했던 이행검만이 홀로 목숨을 건지는 일이 있었다..
이후 1297년(충렬왕 23년) 제국대장공주가 죽고, 이듬해인 1298년(충렬왕 24년) 충렬왕이 충선왕에게 선위한 후에 궁으로 돌아올 수 있었다. 이때 작호도 정신부주(貞信府主)로 고쳤다. 이후 충렬왕과 정화궁주는 거처를 상수궁으로 옮겨 함께 지냈으며, 충선왕은 충렬왕과 정화궁주를 봉영(奉迎)하는 의식을 올리기도 하였다.

### 사망
1319년(충숙왕 6년) 음력 4월 14일 사망하였으며, 그 해 음력 11월에 장사지냈다. 시호는 정화궁주(貞和宮主), 또는 정신부주(貞信府主)이며, 능호와 그 위치에 대해서는 기록이 남아있지 않아 알 수 없다.

### 후손
충렬왕과의 사이에서 1남 2녀를 낳았다. 그녀의 소생인 강양공 왕자는 원래 충렬왕의 장남이나, 제국대장공주 소생인 충선왕에게 밀려 왕위에 오를 수 없었다. 그러나 강양공의 차남 왕고는 충선왕의 총애를 받아 나중에 심양왕의 자리에 오를 뿐 아니라, 이를 기반으로 하여 충선왕의 아들인 충숙왕의 왕위를 넘보거나 원나라에 충숙왕을 무고하여 곤란하게 하기도 하였다. 또 그녀와 남매간인 서원후 왕영의 딸은 충선왕의 제4비 정비 왕씨이다.

## 기타
- 인천광역시 강화군 길상면에 있는 사찰 전등사는 정화궁주가 이 절에 옥등을 전했다 한데서 그 이름이 유래했다[19]. 전등사는 정화궁주의 원찰이기도 하였으며[20], 고려의 문학자 이색이 전등사 대조루에서 지은 시에는 그녀의 이름이 등장하기도 한다[21].

## 가족 관계
- 조부 : 양양공 왕서(襄陽公 王恕, 생몰년 미상) - 신종의 아들
  - 아버지 : 시안공 왕인(始安公 王絪, ?~1275년[22])
    - 남매 : 서원후 왕영(西原侯 王瑛, ?~1291년)
      - 조카 : 충선왕 제3비 정비 왕씨(靜妃 王氏, ?~1345년)

    - 남편 : 고려 제25대 충렬왕(忠烈王, 1236년~1308년, 재위:1274년~1298년, 1298년~1308년)
      - 아들 : 강양공 왕자(江陽公 王滋, ?~1308년[3])
        - 손자 : 단양대군 왕후(丹陽大君 王珛, 생몰년 미상)
        - 손자 : 연안군 고(延安君 王暠, ?~1345년[23])
        - 손자 : 연덕부원대군 왕훈(延德府院大君 王塤, 생몰년 미상)

      - 딸 : 정녕원비(靖寧院妃, 생몰년 미상)
      - 딸 : 명순원비(明順院妃, ?~1320년[24])

## 정신부주가 등장하는 작품
- 《왕은 사랑한다》 (MBC, 2017년~2017년, 배우: 강예솔)